# 高橋マリ子
高橋 マリ子（たかはし マリこ、1984年4月24日 - ）は、日本のファッションモデル、女優。
アメリカ合衆国カリフォルニア州サンフランシスコ出身。東京都立調布北高等学校、上智大学外国語学部卒業。

## 略歴・人物
父親がアメリカ人で母親が日本人。母親は個人事務所を経営しており、彼女もそこに所属している。
8歳でモデルデビュー、14歳でローティーン向けファッション雑誌『ニコラ』の専属モデルとなる。2001年に映画『世界の終わりという名の雑貨店』で女優デビューを果たした。モデル・女優業以外ではCMへの出演が多く、午後の紅茶のCMでは、オードリー・ヘプバーンと合成映像で“共演”を果たした。
上智大学時代は写真部に所属、大学入学を機に一眼レフカメラを購入し、常に手放さなかったという。

## 出演

### テレビ
- feel heart moving（2004年9月25日、フジテレビ）ドキュメンタリー番組
- 祖国（2005年8月14日、WOWOW） - ユキ・モリヤ 役
- アテンションプリーズ（2006年4月-5月、フジテレビ） - 香川麗子 役 ※体調不良のため、第4話以降を降板。
- エプソンスペシャル 地球の歩き方　テレビ朝日
  - 第5回 ポルトガル「色彩」を撮る旅　2008年12月14日
  - 第6回 オーストラリア世界遺産3000キロの旅〜世界最大のサンゴ礁と地球最古の森〜　2009年3月15日
- 浪花の華〜緒方洪庵事件帳〜 第4話（2009年1月31日、NHK） - 滝川 役
- 太宰治短編小説集「きりぎりす」 （2010年10月14日、NHK）
- CONTACT CAFE C （2011年2月23日、メ〜テレ）
- イネスの魔法 supported by イネスシークレット（2012年2月29日、3月4日、3月7日)、FOXbs放送）
- ぶらぶら美術・博物館（2014年1月17日 - 、BS日テレ）
- チャンネル生回転TV Newsザップ!（2015年11月26日 - 、BSスカパー!）宮澤エマの代理MC
- シリーズ 深読み読書会 「夏目漱石“三四郎”～108年目のプロポーズ～2016年12月9日)NHK BS
- ダイワハウススペシャル 沖ノ島 ～藤原新也が見た祈りの原点～　BS朝日 -　2017年7月25日（火）よる9：00～9：54

### 映画
- 世界の終わりという名の雑貨店（2001年、松竹） - 水野胡摩 役
- 凶気の桜（2002年10月、東映） - 遠山景子 役
- Mariko Takahashi's Poodle Fitness）ショート・ヴィデオ(Panasonic's Ten Short Movies – Capture the Motion series for the 2004 Summer Olympics.)野田凪監督
- アバンギャルド 恋のキャラメル ハナコ 2005.01.08
- ナイスの森〜The First Contact〜（2006年3月、ファントム・フィルム） - よしこ 役
- 東京天使（2006年）ショートムービー
- 15sec.（2007年）ショートムービー
- アカデミー（2007年、M2RF PRODUCTIONS.日本・オーストラリア合作） - 千穂 役
- アリア（2007年、合同会社ラヴァルスフィルム） - 伽子 役
- Natto Beauty（2012年、ショートフィルム）
- 5 TO 9（2015年）

### DVD
- コロンブスビデオ(英会話教育用ビデオ)光村図書出版
- 高橋マリ子 IN THE WEST〜アメリカ西部3000キロの旅〜（2004年、A Bruce Dowlin Jan Van Tassell Film）ロードムービー
- アバンギャルド 恋のキャラメル（2004年）オムニバス・ムービー
- 黄昏のビギン　(2009年)監督＝林海象
- にほんのうたフィルム 青盤「かなりや」　(2010年)監督＝辻川幸一郎　オムニバス・ムービー

### CM
- タカラ りりかSOS エンジェルバトン（199-年）
- 雪印乳業 リーベンデールデイズアイスクリーム（1998年）
- 資生堂
  - マシェリ（1999年-2000年）
  - アネッサ（2001年）
  - HAKU（2005年-2008年）※2009年からは、中国・韓国・台湾エリアでも放送。
- キユーピー キユーピーハーフ（2000年・2003年）
- キリンビバレッジ 午後の紅茶（2001年）
- J-PHONE（現:ソフトバンクモバイル） 写メール（2001年-2002年）
- 江崎グリコ　ウォータリングキスミント（2003年-2004年）
- ポーラ化粧品 ホワイトショットW（2004年）
- ポーラ化粧品 APEX-i（2004年）
- 旭化成ホームズ ヘーベルハウス かぜのとう（2004年）
- 日本ケンタッキーフライドチキン 胡山醤チキン（2004年-2006年）
- リプトン リモーネ（2006年）
- 日本コカ・コーラ
  - アクアセラピー ミナクア（2007年）
  - アロマモーメント（2007年）
- ニッセン（2007年）
- キリンビール
  - スパークリングホップ（2008年）
  - 淡麗グリーンラベル「マドンナダヨ編」（2009年）ザ・ドリフターズのそっくりさん外国人と共演。
- ファンケル マイルドクレンジングオイル（2011年）
- 高橋マリ子× TOMORROWLAND マリ子さんが着るBEST LOOK コーデ！(SELECT SQUARE)(2012年)
- 2016 SPRING MOVIE #lepsim #レプシィム #simple #シンプル #(2016年)
- lepsim_official2016 SUMMER MOVIE#(2016年)
- LOUNIE VOYAGE S/S Movie(2017年)
- 日産ルークス「先回り大作戦」篇 (2018年)
- スコッチウイスキー「ティーチャーズ 」(2020年)
- 富士フイルム ASTALIFT（アスタリフト） 「変化する人」篇 (2020年)
- 「アスタリフト ホワイト ジェリー アクアリスタ」(2021年)

### イメージキャラクター
- VIVRE（2004年）
- VIENUS JEAN（2004年）
- ラゾーナ川崎プラザ（2008年-2009年）
- CABIN アンラシーネ（2009年-）
- 京都一加 （2013年-）
- 明治アミノ・コラーゲン （2014年-）
- ユニカラート 星野祥代×夜長堂 奏でる家 ワンピース （2015年-）
- DRESS CLOSET （2015年-）
- “RIMPOO” HOSOMI MUSEUM × NISHIOKA PENCIL （2015年-）
- lepsim レプシィム simple シンプル 2016
- ユニクロ （2016年spring）
- ミナ・ペルホネン （2016年spring）
- LOUNIE （2018年）
- humanwoman_official(2019)

### PV(MV)
- 清木場俊介「愛のかたち」
- Dragon Ash「夢で逢えたら」（2006年12月6日、MOB SQUAD）
- Ken「solitary stroll」(2010年8月4日、The Party)
- 藤井風 「満ちてゆく」(2024年3月15日)

### ラジオ
- Amaze The World!!(Sun. 22:30 - 23:00)

## 書籍
- 『高橋マリ子の英会話、だいじょうぶだよ!!』2000年、草思社。ISBN 4-7942-1003-5。英会話本
- 『Urashima San（浦島さん）』2014年、パブリック・ブレイン。ISBN 978-4-434-18469-7。英訳を担当

### 写真集
- 『Mariko：高橋マリ子写真集』横浪修（撮影）、1999年、新潮社。ISBN 4-10-430701-7
- 『太陽とハチ蜜：高橋マリ子写真集』2001年、リトルモア。ISBN 4-89815-044-6
- 『マリ子グラフ』高橋マリ子（著）・恩田義則（撮影）2002年、プレビジョン。ISBN 4-04-894051-1
- 『Cactus Flower』2004年、ウエップジャパン
- 『2016→ Spring / Summer Collection - 紋黄蝶 | minä perhonen』2016年

### 雑誌
- 『ニコラ』新潮社。元専属モデル
- マガジンハウス
  - 『Olive』
  - 『an・an』
  - 『Hanako WEST』
- 『non-no』集英社
- 『Zipper』祥伝社
- 講談社
  - 『VoCE』
  - 『FRaU』
  - 『style』
- 『CREA』文藝春秋
- 『Spoon.』プレビジョン
- 『spring』宝島社
- 『MISS』世界文化社
- 『25ansウエディング』アシェット婦人画報社

など、多数。